# Jon McGregor
Jon McGregor (ur. 1976), brytyjski pisarz.
Urodził się na Bermudach, dorastał w Norwich i Thetford. Debiutował w 2002 powieścią If Nobody Speaks of Remarkable Things. Kolejną powieść opublikował w 2007, w 2010 ukazała się trzecia, przetłumaczona m.in. na język polski, Nawet psy. Jej akcja rozgrywa się współcześnie w nieznanym z nazwy angielskim mieście, bohaterami są ludzie z marginesu społecznego: narkomani, alkoholicy, drobni przestępcy i bezdomni. W 2012 ukazał się pierwszy zbiór opowiadań jego autorstwa. Obecnie mieszka w Nottingham.
Jego książki były nagradzane, m.in. otrzymał Betty Trask Award i Somerset Maugham Award.

## Proza
- If Nobody Speaks of Remarkable Things (2002)
- So Many Ways to Begin (2007)
- Nawet psy (Even the Dogs, 2010)
- This Isn't the Sort of Thing That Happens to Someone Like You (2012)